# Camp Goodwin
Le camp Goodwin (par la suite appelé fort Goodwin) est un site historique, à une altitude de 807 mètres (2 648 pieds) dans le comté de Graham en Arizona.

## Histoire
Le camp Goodwin, et ensuite fort Goodwin, est construit en juin 1864 par les volontaires de Californie (en), de l'armée de l'Union dans le territoire de l'Arizona comme base pour la guerre apache de 1861-1872 et pour la protection des colons dans la région de la haute rivière Gila. Il est nommé en référence au premier gouverneur territorial de l'Arizona, John N. Goodwin. Les bâtiments en adobe avec lequel il a été construit ont commencé à s'effriter après seulement quelques années en raison d'une mauvaise construction. De plus, le camp est gangrené par la malaria provenant des moustiques de la ciénaga (marécage)  alimentée par la source proche qui fournit l'eau au fort. Ainsi sur un effectif de 200 soldats, seuls une vingtaine sont aptes au service.
Appelé de nouveau camp Goodwin à partir de 1866, le camp est abandonné par l'armée en mars 1871 en raison de la maladie causée par la malaria. C'est le général George Stoneman qui décide de la fermeture du fort.
Le camp est utilisé ensuite comme un sous-agence de la Réserve indienne apache de San Carlos jusqu'en 1884.
Aujourd'hui le site est situé sur une surface agricole non loin de la ville fantôme de Geronimo (en). Il ne reste rien du poste ; le seul repère est un repère de relevé du Bureau of Land Management qui indique le lieu d'origine de son mât du drapeau.